# Бингам (Илиноис)
Бингам (енгл. Bingham) град је у америчкој савезној држави Илиноис.

## Демографија
По попису из 2010. године број становника је 83, што је 34 (-29,1%) становника мање него 2000. године.
| Група             | 2000.       | 2010.      |
| Белци             | 116 (99,1%) | 81 (97,6%) |
| Афроамериканци    | 0 (0,0%)    | 1 (1,2%)   |
| Азијати           | 0 (0,0%)    | 0 (0,0%)   |
| Хиспаноамериканци | 0 (0,0%)    | 0 (0,0%)   |
| Укупно            | 117         | 83         |